# EC 1.12.1
La EC 1.12.1 è una sotto-sottoclasse della classificazione EC relativa agli enzimi. Si tratta di una sottoclasse delle ossidoreduttasi che include enzimi che utilizzano idrogeno come donatore di elettroni e NAD+ o NADP+ come accettori.

## Enzimi appartenenti alla sotto-sottoclasse
| numero EC   | nome accettato                |
| ----------- | ----------------------------- |
| EC 1.12.1.2 | idrogeno deidrogenasi         |
| EC 1.12.1.3 | idrogeno deidrogenasi (NADP+) |